# Le Centaure (Q169)
Pour les autres navires du même nom, voir Centaure (navire).
Le Centaure est un sous-marin français de la classe 1 500 tonnes. Lancé en 1932, il appartient à la série M6. Il est l'un des cinq sous-marins de cette classe, sur trente-et-un, à survivre à la Seconde Guerre mondiale.

## Histoire

### Développement
Le Centaure fait partie d'une série assez homogène de 31 sous-marins océaniques de grande patrouille, aussi dénommés 1 500 tonnes en raison de leur déplacement. Tous sont entrés en service entre 1931 (Redoutable) et 1939 (Sidi-Ferruch).
Longs de 92,30 mètres et larges de 8,10, ils ont un tirant d'eau de 4,40 mètres et peuvent plonger jusqu'à 80 mètres. Ils déplacent en surface 1 572 tonnes et en plongée 2 082 tonnes. Propulsés en surface par deux moteurs diesel d'une puissance totale de 6 000 chevaux, leur vitesse maximum est de 18,6 nœuds. En plongée, la propulsion électrique de 2 250 chevaux leur permet d'atteindre 10 nœuds.
Appelés aussi « sous-marins de grandes croisières », leur rayon d'action en surface est de 10 000 milles nautiques à 10 nœuds et en plongée de 100 milles nautiques à 5 nœuds.
Mis en chantier le 11 août 1930 avec le numéro de coque Q169, Le Centaure est lancé le 14 octobre 1932 et mis en service le 1er janvier 1935.

### Seconde Guerre mondiale
Il est affecté, au début de la Seconde Guerre mondiale, à la 4e division de sous-marins, basée à Brest, qu'il forme avec Pascal, l'Argo et le Henri Poincaré.
Dès le 3 septembre 1939, Le Centaure patrouille le long des côtes marocaines avec le Pascal et le Henri Poincaré. À partir du 19 septembre 1939, il assure avec l'Argo la surveillance des Açores et des Canaries, où s'est réfugiée une partie de la flotte de commerce allemande, suspectée de servir de ravitailleurs aux U-Boote allemands. La 4e DSM est affectée à Casablanca à partir du 6 février 1940. En juin, elle est transférée à Bizerte. Du 11 au 13 juin, il reste aux abords du port tunisien, avec le Fresnel et le Vengeur, puis il surveille avec le Pascal le sud de la Sardaigne à partir du 13. Il est en patrouille à proximité du détroit de Messine du 16 au 25 juin. Les 20 et 21, il tente en vain de s'approcher d'un groupe de navires italiens évoluant devant la base navale d'Augusta.
Il reste un temps à Bizerte puis stationne avec l'Argo au Maroc jusqu'au 16 août 1942, lorsqu'ils sont transférés à Dakar pour former, avec l'Archimède, la 3e division. Ils échappent ainsi aux combats de l'opération Torch et constituent les meilleures unités de la flotte sous-marine de la France combattante, avec le Casabianca et Le Glorieux.
Le Centaure est alors affecté à une école d'écoutes sous-marines à Freetown. Les sous-marins français sont ensuite tour à tour envoyés aux États-Unis pour une modernisation, en raison de leur vétusté. Le Centaure arrive à Philadelphie en mai 1944 et sort de sa refonte en décembre. Les travaux sont compliqués par l'absence de plan détaillé du navire et de ses pièces. De plus, l'absence de standardisation entre les navires — par exemple, sur les quatre 1 500 tonnes, deux sont équipés de moteurs Sulzer et deux de moteurs Schneider — irrite les ingénieurs américains. Ils sont cependant impressionnés par la modernité de ces navires dont la conception a pourtant près de vingt ans. Les moteurs sont intégralement révisés, les batteries changées, la coque épaisse et les barres de plongée renforcées. Certains ballasts sont transformés en soutes à combustible, pour augmenter l'autonomie des navires. De gros efforts sont faits sur une meilleure insonorisation des sous-marins. Ils se voient également équipés de radars, de systèmes d'écoute plus performants et d'un ASDIC, d'un nouveau loch et d'un bathythermographe. Les conditions de vie sont améliorées avec l'installation de l'air conditionné et d'un réfrigérateur. Le kiosque est modifié, avec la suppression d'une partie importante de l'abri de navigation, remplacé par un nouvel affût anti-aérien Oerlikon.
Le Centaure regagne Casablanca fin janvier et il est un temps question de l'envoyer avec le Casabianca en Extrême-Orient. Il reste finalement à Oran où il participe à l'entraînement des équipages de sous-marins et de destroyers.

## Après-guerre
Le Centaure et le Casabianca effectuent une croisière sur les côtes africaines entre avril et décembre 1946. Après un séjour à Toulon, ils regagnent Brest le 31 janvier 1947 pour y entrer en carénage. Ce grand carénage prévu des deux sous-marins est annulé en juin et ils sont placés en réserve spéciale le 1er décembre 1947 avant d'être désarmés le 12 février 1952 pour le Casabianca et le 19 juin 1952 pour Le Centaure. Le Centaure est vendu à Brest le 12 mars 1953 à la Société S.D.N.T. , il est remorqué au bassin du Gaz fin mars 1953 et démantelé .